# Natas Kaupas
Pour les articles homonymes, voir Kaupas.
Natas Kaupas, né en 1969 à Santa Monica, est un skateur professionnel semi-retraité d'origine lituanienne. Il est souvent cité comme l'un des premiers vrais street-skateurs professionnels.

## Biographie
Sa carrière commença en 1984, quand il fut repéré par Skip Engblom, qui s'occupait de l'entreprise de skate Santa Monica Airlines. Cette dernière devint son premier sponsor et il apparut très vite sur la couverture du magazine Thrasher, effectuant un wall ride, une figure de son invention. En 1985, à 16 ans, Kaupas devient professionnel et est l'une des figures les plus populaires du monde du skateboard.
Kaupas eut un impact énorme sur le skate de rue. Il fut l'un des premiers à y incorporer les handrails (rampes d'escaliers), il adapta le ollie (saut) sur sol plat[réf. nécessaire] (et fut le premier à parvenir à sauter au-dessus d'une poubelle). Il a aussi inventé le « Natas Spin ». Sa popularité était telle qu'en 1990, il devient le premier pro-skateur à avoir son modèle de chaussures chez Etnies.
En 1991, Kaupas quitta Santa Monica Airlines pour lancer 101 skateboards. À l'époque, c'était une compagnie florissante, mais elle disparait quelques années plus tard, lorsque Kaupas la quitte.
En 2004, Kaupas lança une nouvelle compagnie de skateboards : Designarium. Son côté artistique le mena à cibler des artistes plutôt que des pro-skateurs. Il en embauche pour réinterpréter la Santa Monica Airlines Panther (de Kevin Ancell) à leur propre manière. Chacune des planches est produite en édition limitée.
Notons que Natas Kaupas apparaît également dans le jeu vidéo Tony Hawk's Underground 2 comme personnage à déverrouiller.